# Willoughby Smith
Willoughby Smith (6 de abril de 1828, Great Yarmouth, Norfolk — 17 de julio de 1891, Eastbourne, Sussex) fue un ingeniero eléctrico inglés que descubrió la fotoconductividad del selenio. Este descubrimiento permitió la invención de la célula fotoeléctrica.
En 1848, comenzó a trabajar para la Compañía Gutta Percha donde desarrolló alambres de hierro y de cobre aislados con gutapercha que se utilizará para cables telegráficos. En 1849, Smith supervisó la fabricación y colocación de 30 millas de cable telegráfico submarino de Dover a Calais. Trabajó estrechamente con Charles Wheatstone que había diseñado la maquinaria para la fabricación y colocación del cable.
El proyecto fue un éxito y en las décadas siguientes, Smith y la compañía estuvieron involucrados en muchos otros proyectos de cables telegráficos submarinos.
En 1873, Smith desarrolló un método para ir probando continuamente un cable submarino, mientras iba siendo instalado. Para su circuito de prueba, necesitaba un material semiconductor con una alta resistencia y para ello seleccionó usar varillas de selenio. El selenio parecía hacer el trabajo correctamente, excepto en el uso real, donde el dispositivo dio resultados inconsistentes. Después de investigar, se descubrió que la conductividad de las varillas de selenio aumentaba significativamente cuando se exponía a una luz intensa. Smith describió el "Efecto de la Luz en selenio durante el paso de una corriente eléctrica" en un artículo que fue publicado en el 1873 Edición 20 de febrero de Nature.

## Obra
- Libro: Selenium, its electrical qualities, and the effect of light thereon : being a paper read before the Society of Telegraph Engineers, 28th November, 1877, Willoughby Smith
- Libro: A résumé of the earlier days of electric telegraphy, Hayman Brothers and Lilly, Printers, 1881, Willoughby Smith
- Libro: The rise and extension of submarine telegraphy, New York, Arno Press, 1974, Willoughby Smith
- Libro: Selenium : its electrical qualities, and the effect of light thereon, London, 1877, Willoughby Smith